# فريدريك بير
فريدريك بير (بالفرنسية: Friedrich Beer)‏ هو نحات نمساوي وفرنسي، ولد في 1 سبتمبر 1846 في برنو في التشيك، وتوفي في 18 أكتوبر 1912 في فلورنسا في إيطاليا.